# 山口敦史 (演劇人)
山口敦史（やまぐち あつし、1977年3月25日 - ）は、日本の演劇作家、演出家、脚本家、俳優。愛知県出身。

## 経歴
愛知県安城東高等学校から日本大学芸術学部中退後、劇団「OVER=RAP」を経て、2005年に清水みき枝らと劇団「スリークウォーター」を旗揚げ。主宰・演出家・脚本家・俳優・舞台美術家として活動後、2015年3月退団。以後、フリーに。2017年1月より、愛知県にて創作集団「ActorsStyle」を始動。2018年3月より「グランチャ プロジェクト」に脚本・演出として参加。2020年度より日本劇作家協会東海支部に所属。

## 主な活動歴

### 映像
- NHK「ママさんバレーでつかまえて」※写真・声の出演およびスタッフ
- 映画「REONA」出演
- 映画「UTSUWA」脚本
- 知多半島映画プロジェクト 津田寛治監督「あのまちの夫婦」美術スタッフ、メイキング制作
- 安城市議会WEB動画「市議会議員物語」出演
- 安城市農業PR動画　出演（都築弥厚役）、制作、殺陣指導、作詞
- TV朝日系「ソノサキ」出演

- 自主製作映画「マニュアニマル」出演
- 自主製作映画「僕の宝物預かって」出演

### 舞台
- ほわいとケチャップ「月の落ちたマンホール」出演・舞台美術
- 「Joli Café」出演・舞台美術
- とらぶる銘菓「月窓狂詩曲」出演
- 「SOMA 一人芝居」舞台監督
- 「まじっくらんたんへようこそ」出演・舞台美術
- はまりヌま「シルバァ！」演出
- かしこい僕達「Fの感覚　魚になる町」出演
- 第1回「ヒトリシバイナイト」企画・出演
- OVER=RAP「イムナ」演出
- 不沈艦プロジェクト「第四世代〜太古の惑星の記憶」出演
- 武蔵大学演劇研究部「旅立ちに乾杯」出演
- 勿来の一座「安寿と厨子王」出演
- Three Quarter「朱天」脚本・演出
- 東京OverAgeシアター「南北千住統一戦争。」出演
- Three Quarter「BigTree」脚本・出演
- 太郎プロジェクト　演劇企画「SCENE」脚本・演出
- タイプス「Comedy of Errors 〜間違いの喜劇〜」出演
- 横浜港北区吹奏楽団　ウインターコンサート 照明OP
- 「815 Generation to generation」舞台監督
- オール早稲田文化芸術週間「思考の方向性」出演
- 遊魚たいむ「明かりはつけたまま」脚本・演出
- 朗読劇サークル D'maker「加賀健次郎殺人事件」脚本・演出
- 音楽劇団 紫人会「さるかにばなし〜かにの仇討ち〜」出演
- 朗読劇の会 GO縁「くるみ割り人形」出演
- Three Quarter バトルロイヤル公演第八弾「OL最前線 〜熱海殺人事件売春捜査官より〜」出演
- 江古田晩餐会！「たぬきたん」其の三　第10話出演、第12話演出
- 演劇集団megumi｢昭和レストラン 〜想い出を創るならこんな場所がいい〜」出演
- 戯曲奏者「宇宙輸送船セガワ」＠安城市民演劇祭　出演
- Actors Styleワークショップ公演2017「BigTree～WONDERFUL WORLD～」脚本・演出
- グランチャ　ミュージカル「安城七夕物語」脚本・演出・作詞
- Actors Style「朱天鬼伝」脚本・演出・出演
- グランチャ　カウントダウン　スペシャルミュージカル　出演
- グランチャ「一歩前進！」監修
- Actors Style「クラブ・オブ・ピーターパン」脚本・演出・出演
- 安城市主催 沖田 円・原作「ミュージカル 神様の願いごと」脚本・演出
- Actors Style「名捨ての都」脚本・演出
- ThreeQuarter#1 Produce「飛龍伝～風信子と共に～」出演
- Actors Style「罪と罰」脚本・演出

### ゲーム
- KONAMI　ソーシャルゲーム「美男<イケメン>ですね」シナリオ
- ゲームオン「KRITIKA」制作協力、翻訳リライト
- 日本一ソフトウェア「CLOSED NIGHTMARE」映像パート助監督、出演、他

### 他
- 福井駅前短編映画祭 スピンオフ上映会＠ハピリン　企画制作・司会
- ワールドカップ　パブリックビューイング＠小諸グランドホテル　総合司会
- ネオ外語学院　プロモーションビデオ　ナレーション
- 大泉カルチャースクール 朗読劇講座　講師
- 小諸商工会議所セミナー「言葉の重要性」講師
- こども英会話のミネルヴァ 2015年 ヒアリング問題 音声収録 ディレクション
- ICE 英会話教材「PRIME ENGLISH」音声収録 ディレクション、キャスティング協力
- 西東社「接客英会話」音声収録 制作＆キャスティング協力
- 参天製薬「サンテ40」中国CM 音声収録 ディレクション、キャスティング協力
- ICE 英会話教材「HAPPY ENGLISH」ディレクション、キャスティング協力
- Three Quarter 主宰/脚本/演出/舞台監督/出演/他 （2015年退団）
- 朗読劇サークル D'maker 主宰/脚本/演出/出演/他 （2016年退会）
- Actors Style 主宰/脚本/演出/舞台監督/出演/他
- グランチャプロジェクト 脚本/演出/舞台監督/他